# Nikon DX format
Nikon DX format je Nikonovo ime za velikost APS-C senzorja. Dimenzije senzorja so cca. 24×16 mm in predstavljajo približno 2/3 dimenzij senzorja 35mm film. Diagonala senzorja DX je cca 29 mm, diagonala klasičnega senzorja za format 35 mm film pa je 43 mm. Senzor je Nikon razvil za svojo linijo DSLR fotoaparatov nižjega cenovnega razreda.
Nikon je za tovrstne aparate razvil tudi serijo različnih objektivov, namenjenih samo uporabi na aparatih z DX senzorjem. Poleg DX formata je nikon razvil tudi več DSLR fotoaparatov z velikostjo senzorja 35 film, ki jih je poimenoval Nikon FX format. 

## Dejanske dimenzije senzorja
Nikonov DX format senzorja ima malce drugačne dimenzije od ostalih APS-C snzorjev:
| Aparat      | Širina senzorja (mm) | Višina senzorja (mm) | Horizontala v pikslih | Vertikala v pikslih | Mega piksli |
| ----------- | -------------------- | -------------------- | --------------------- | ------------------- | ----------- |
| Nikon D1    | 23,7                 | 15,5                 | 2.012                 | 1.324               | 2,7         |
| Nikon D1H   | 23,7                 | 15,5                 | 2.012                 | 1.324               | 2,7         |
| Nikon D1X   | 23,7                 | 15,5                 | 3.008                 | 1.960               | 5,9         |
| Nikon D2H   | 23,7                 | 15,5                 | 2.464                 | 1.632               | 4,2         |
| Nikon D2Hs  | 23,7                 | 15,5                 | 2.464                 | 1.632               | 4,2         |
| Nikon D2X   | 23,7                 | 15,7                 | 4.288                 | 2.848               | 12,3        |
| Nikon D2Xs  | 23,7                 | 15,7                 | 4.288                 | 2.848               | 12,3        |
| Nikon D40   | 23,7                 | 15,5                 | 3.008                 | 2.000               | 6,0         |
| Nikon D40x  | 23,7                 | 15,6                 | 3.872                 | 2.592               | 10,1        |
| Nikon D50   | 23,7                 | 15,5                 | 3.008                 | 2.000               | 6,0         |
| Nikon D60   | 23,6                 | 15,8                 | 3.872                 | 2.592               | 10,1        |
| Nikon D70   | 23,7                 | 15,5                 | 3.008                 | 2.000               | 6,0         |
| Nikon D70s  | 23,7                 | 15,5                 | 3.008                 | 2.000               | 6,0         |
| Nikon D80   | 23,6                 | 15,8                 | 3.872                 | 2.592               | 10,1        |
| Nikon D90   | 23,6                 | 15,8                 | 4.288                 | 2.848               | 12,3        |
| Nikon D100  | 23,7                 | 15,5                 | 3.008                 | 2.000               | 6,1         |
| Nikon D200  | 23,6                 | 15,8                 | 3.872                 | 2.592               | 10,1        |
| Nikon D300  | 23,6                 | 15,8                 | 4.288                 | 2.848               | 12,3        |
| Nikon D300S | 23,6                 | 15,8                 | 4.288                 | 2.848               | 12,3        |
| Nikon D3000 | 23,6                 | 15,8                 | 3.872                 | 2.592               | 10,1        |
| Nikon D3100 | 23,1                 | 15,4                 | 4.608                 | 3.072               | 14,2        |
| Nikon D5000 | 23,6                 | 15,8                 | 4.288                 | 2.848               | 12,3        |
| Nikon D5100 | 23,6                 | 15,6                 | 4.928                 | 3.264               | 16,2        |
| Nikon D7000 | 23,6                 | 15,6                 | 4.928                 | 3.264               | 16,2        |

## DX objektivi

### Objektivi za Nikon DX format
- 10.5 mm f/2.8G ED AF DX Fisheye
- 35mm f/1.8G AF-S DX NIKKOR
- 40 mm f/2.8G DX Micro-Nikkor
- 10–24 mm f/3.5-4.5G ED-IF AF-S DX
- 12–24 mm f/4G ED-IF AF-S DX
- 17–55 mm f/2.8G ED-IF AF-S DX[1]
- 18–55mm f/3.5-5.6G ED AF-S DX
- 18–55mm f/3.5-5.6G ED AF-S II DX
- 18-70 mm f/3.5-4.5G ED-IF AF-S DX
- 18–135 mm f/3.5-5.6G ED-IF AF-S DX
- 55-200 mm f/4-5.6G ED AF-S DX

### Vibration reduction (VR) objektivi za DX format
- 16–85 mm f/3.5-5.6G ED AF-S VR DX
- 18–55 mm f/3.5-5.6G AF-S VR DX
- 18-105mm f/3.5-5.6G ED-IF AF-S VR DX
- 18-200 mm f/3.5-5.6G ED-IF AF-S VR DX
- 18-200 mm f/3.5-5.6G ED AF-S VR II DX
- 55-200 mm f/4-5.6G ED AF-S VR DX
- 55-300 mm f/4-5.6G ED AF-S VR DX
- 85mm f/3.5 micro ED AF-S VR DX

## Dejstva
Za 1/3 manjša diagonala senzorja pri DX formatu pomeni za 1/3 ožji kot zajema od tistega pri senzorju za 35 mm format pri objektivu iste goriščnice. To pomeni, da je povečava pri enaki goriščni razdalji v tem formatu za cca 50% večja. Faktor povečave (crop factor) je tako 1,5 X dejanska goriščnica objektiva.
To dejstvo pride še posebej do izraza pri uporabi teleobjektivov in pri makro fotografiji, saj je faktor povečave pri uporabi teh objektivov dejansko 1,5x večji. Na drugi strani je pri uporabi širokokotnih objektivov težje doseči široki zajem slike. Tako je 35 mm objektiv na aparatu s senzorjem polne velikosti že širokoktni objektiv, na fotoaparatu z DX senzorjem pa postane normalni objektiv, saj je njegova dejanska goriščnica cca 54 mm.
Uporaba objektivov namenjenih aparatom s senzorjem formata DX povzroči pri uporabi na aparatih s senzorjem formata 135 (35mm film ali Nikon FX format) pod določenimi pogoji izrazito vinjetiranje, saj slikovno polje ne pokrije celotnega senzorja. Uporaba FX objektivov na aparatih z DX formatom je možna brez posledic.